# أليخاندرو صانز

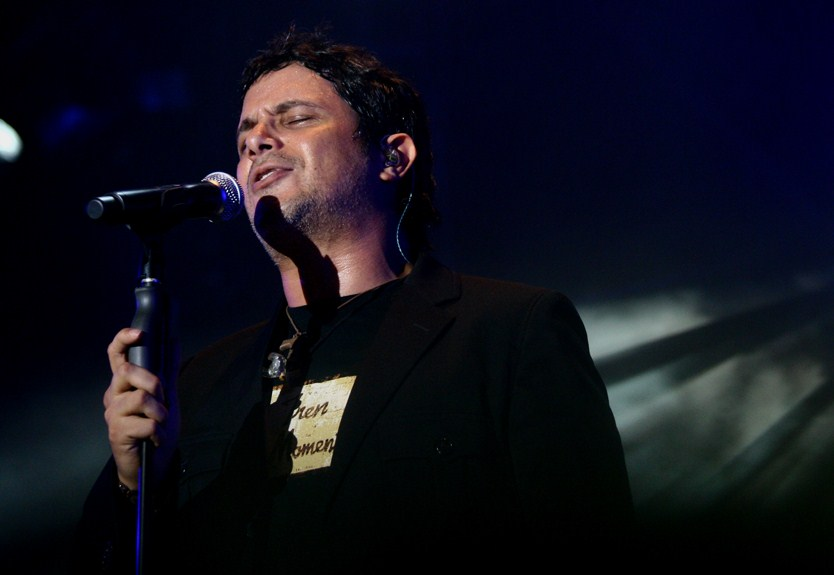
أليخاندرو سانز في 2007

وإسمه الحقيقي أليخاندرو سانشيز بيزارو (بالإسبانية: Alejandro Sánchez Pizarro) وإسمه الفني أليخاندرو صانز (بالإسبانية: Alejandro Sanz) وهو مغني وكاتب أغاني وملحن إسباني ولد في يوم 18 ديسمبر 1968 في مدينة مدريد في إسبانيا فاز هذا المغني ب50 جائزة غرامي اللاتينية و3 جوائز غرامي وفاز 3 مرات بجائزة غرامي لاتينية كأفضل ألبوم أي أكثر من أي مغني ويعتبر هذا المغني أحد أفضل مغني اللاتين وأغاني فلامنكو له أغنية la tourota مع شاكيرا.

## روابط خارجية
- أليخاندرو صانز على موقع IMDb (الإنجليزية)
- أليخاندرو صانز على موقع الموسوعة البريطانية (الإنجليزية)
- أليخاندرو صانز على موقع ميوزك برينز (الإنجليزية)
- أليخاندرو صانز على موقع إن إن دي بي (الإنجليزية)
- أليخاندرو صانز على موقع أول ميوزيك (الإنجليزية)
- أليخاندرو صانز على موقع ديسكوغز (الإنجليزية)
- أليخاندرو صانز على موقع قاعدة بيانات الفيلم (الإنجليزية)